# Agent dopant

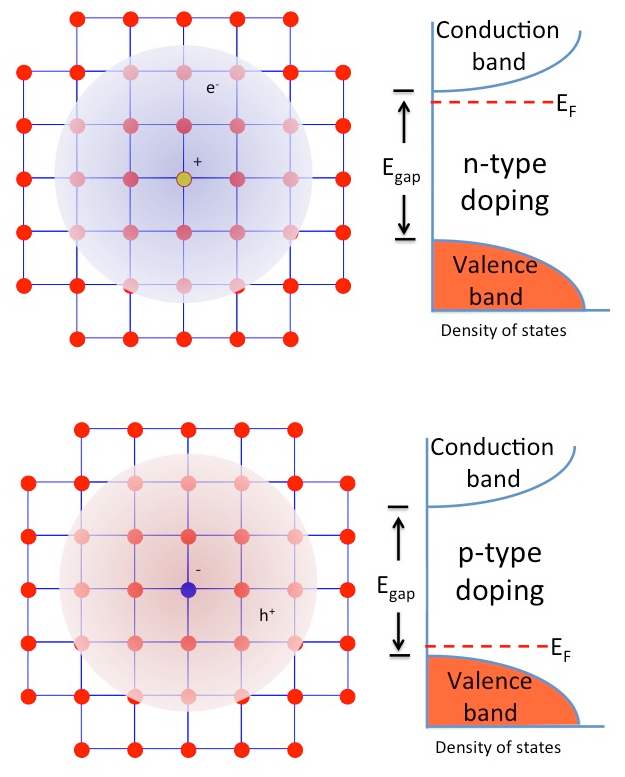
Exemple de dopats cristalins en semiconductors (a dalt de tipus n i a sota de tipus p).

Un dopant, també anomenat agent dopant, és un rastre d'element d'impuresa que s'introdueix en un material químic per alterar les seves propietats elèctriques o òptiques originals. La quantitat de dopant necessària per provocar canvis sol ser molt baixa. Quan es dopen en substàncies cristal·lines, els àtoms del dopant s'incorporen a la seva xarxa cristal·lina. Els materials cristal·lins són sovint cristalls d'un semiconductor com el silici i el germani per al seu ús en electrònica d'estat sòlid, o cristalls transparents per a la producció de diversos tipus de làser; tanmateix, en alguns casos d'aquests últims, també es poden dopar amb impureses substàncies no cristal·lines com el vidre.
En l'electrònica d'estat sòlid, l'ús dels tipus i quantitats adequats de dopants en semiconductors és el que produeix els semiconductors de tipus p i els semiconductors de tipus n que són essencials per fabricar transistors i díodes.

## Semiconductors
L'addició d'un dopant a un semiconductor, conegut com a dopatge, té l'efecte de canviar els nivells de Fermi dins del material. Això dona lloc a un material amb portadors de càrrega predominantment negativa (tipus n) o positiva (tipus p) depenent de la varietat de dopants. Els semiconductors purs que han estat alterats per la presència de dopants es coneixen com a semiconductors extrínsecs (vegeu semiconductor intrínsec). Els dopants s'introdueixen als semiconductors en una varietat de tècniques: fonts sòlides, gasos, spin sobre líquid i implantació d'ions. Vegeu la nota a peu de pàgina sobre implantació iònica, difusió superficial i fonts sòlides.

## Cristalls transparents
El procediment de dopar de minúscules quantitats de metalls crom (Cr), neodimi (Nd), erbi (Er), tuli (Tm), iterbi (Yb) i alguns altres, en cristalls transparents, ceràmiques o vidres s'utilitza per produir el medi actiu per a làsers d'estat sòlid. És en els electrons dels àtoms dopants on es pot produir una inversió de població, i aquesta inversió de població és essencial per a l'emissió estimulada de fotons en el funcionament de tots els làsers.